# Religiose di Nostra Signora della Mercede
Le Religiose di Nostra Signora della Mercede, dette Mercedarie Missionarie di Barcellona o di San Gervasio (in spagnolo Religiosas de Nuestra Señora de la Merced), sono un istituto religioso femminile di diritto pontificio: le suore di questa congregazione pospongono al loro nome la sigla R.M.M.

## Storia
La congregazione venne fondata da Lutgarda Mas y Mateu (1828-1862): a Barcellona, città dove aveva avuto origine, non esistevano più case dell'Ordine di Nostra Signora della Mercede e la Mas y Mateu, con l'aiuto del frate mercedario Pedro Nolasco Tenas y Casanovas, pensò di reintrodurlo in città.
Grazie all'aiuto finanziario di Emanuela de Peguera y de Pedrolo, contessa di Rocafort, acquistò un edificio in calle de San Gervasio a Barcellona e vi aprì una scuola: il 21 novembre 1860 Lutgarda Mas y Mateu e le sue prime compagne presero l'abito religioso dando inizio alla congregazione.
L'istituto, aggregato all'ordine mercedario dal 15 settembre 1864, ricevette il pontificio decreto di lode il 20 dicembre 1905; le sue costituzioni, basate sulla regola di sant'Agostino e sulle consuetudini mercedarie, vennero approvate definitivamente dalla Santa Sede il 1º settembre 1927.

## Attività e diffusione
Le Mercedarie Missionarie di Barcellona si dedicano all'istruzione e all'educazione cristiana della gioventù e lavorano in campo missionario.
Oltre che in Spagna, la congregazione è presente in Africa (Angola, Mozambico) e nelle Americhe (Cile, Colombia, Ecuador, Perù, Venezuela); la sede generalizia è in calle de San Gervasio de Cassolas a Barcellona.
Alla fine del 2008 la congregazione contava 375 religiose in 70 case.